# Carl Gustaf af Leopold
Carl Gustaf af Leopold est un poète suédois, né en 1756, mort en 1829. 

## Biographie
Il est reçu docteur en philosophie et est attaché en 1782 à la bibliothèque de Stralsund, puis en 1784 à celle de Liden à Upsal. 
Le roi Gustave III ayant exprimé le désir de voir transformer en opéra son drame de Helmfeld, Léopold s’acquitte de ce travail à la grande satisfaction de ce prince, avec lequel il vit dès lors dans une grande intimité. 
Nommé successivement membre de l’Académie suédoise, bibliothécaire de Drottningholm (1787), secrétaire du roi (1789) et représentant de ce prince en Finlande (1790), il se voit, après l’assassinat de Gustave, traduit devant la cour criminelle, comme coupable de jacobinisme, et juge prudent, bien qu’il ait été acquitté, de se retirer à Linköping, où il vit dans la retraite jusqu’au jour où le jeune roi Gustave IV Adolphe le rappelle et le nomme conseiller de chancellerie. 
Après la révolution de 1809, il est anobli, devient en 1818 secrétaire d’État et perd, complètement la vue en 1822. 
Léopold s’essaya dans tous les genres de poésie, sauf dans l’épopée, et est le chef de l’école suédoise qui s’attachait à imiter la littérature française. Ses tragédies les plus notables sont Odin (1790) et de Virginie. Il a lui-même donné une édition de ses Œuvres (Stockholm, 1814, 3 vol.), qui est complétée après sa mort (Stockholm, 1831-1833, 3 vol.)

## Source
« Carl Gustaf af Leopold », dans Pierre Larousse, Grand dictionnaire universel du XIXe siècle, Paris, Administration du grand dictionnaire universel, 15 vol., 1863-1890 [détail des éditions].